# I Wanna Hold Your Hand (filme)
I Wanna Hold Your Hand (Brasil: Febre de Juventude / Portugal: Beatlemania) é um filme americano de 1978, do gênero comédia, dirigido por Robert Zemeckis.

## Sinopse
Seis jovens fanáticos pelos Beatles (4 garotas e 2 garotos), se reúnem em Nova York, onde farão de tudo para assistir a primeira apresentação da banda nos Estados Unidos, no programa do Ed Sullivan. Isso tudo logo após eles lançarem a música "I Want To Hold Your Hand".

## Elenco
- Nancy Allen - Pam Mitchell
- Bobby Di Cicco - Tony Smerko
- Marc McClure - Larry Dubois
- Susan Kendall Newman - Janis Goldman
- Theresa Saldana - Grace Corrigan
- Wendie Jo Sperber - Rosie Petrofsky
- Eddie Deezen - Richard "Ringo" Klaus
- Christian Juttner - Peter Plimpton
- Will Jordan - Ed Sullivan
- Boyd "Red" Morgan - Peter's Father
- Claude Earl Jones - A1
- James Houghton - Eddie
- Michael Hewitson - Neil
- Dick Miller - Sgt. Bresner
- Vito Carenzo - CBS Security Guard
- Luke Andreas - Police Officer in Alley
- Roberta Lee Carroll - Cafeteria Girl
- Sherry Lynn - Cafeteria Girl